# Бялык, Николай Иванович
Николай Иванович Бялык (24 мая 1952 — 8 июня 2013) — председатель правления акционерного общества «Радсад», Николаевская область, Герой Украины (2001).

## Биография
Родился 24 мая1952 года в с. Осламов, Виньковецкого района Хмельницкой области. Украинец.
Член Народной партии Украины. Депутат Николаевского областного совета.
Окончил:
- Новоушицкий техникум механизации сельского хозяйства (1971);
- Одесский сельскохозяйственный институт (1979—1984), агроном.

### Производственная деятельность
- C 1971 года — мастер производственного обучения Говоровского СПТУ Хмельницкой области.
- С 1972 года — служба в Советской Армии.
- С 1974 года — старший инженер-технолог, заведующий мастерской по ремонту комбайнов Мировского отделения «Сельхозтехники» Кагарлицкого района Киевской области.
- С 1975 года — приёмосдатчик Смелянского районного отделения «Сельхозтехники» Черкасской области.
- С 1977 года — заместитель директора, с 1991 года — директор совхоза «Радсад» Николаевской области.
- С 1994 года — председатель правления ОАО «Радсад»[3][4].

Умер 8 июня 2013 года.

## Семья
- Отец — Иван Николаевич (1928—2004).
- Мать — Антонина Васильевна (1930—1973).
- Жена — Елена Макаровна (род. 1952).
- Сыновья —  Андрей (род. 1975) и Павел (род. 1987).

## Награды и премии
- Герой Украины (13.11.2001, за выдающийся личный вклад в организацию и обеспечение получения высоких показателей по производству сельскохозяйственной продукции, развитие социальной сферы).
- Орден «За заслуги» III степени (1998).
- Медаль «За эффективное управление» (2004).